# Birac (Charente)
Birac ist eine westfranzösische Gemeinde mit 368 Einwohnern (Stand: 1. Januar 2022) im Département Charente in der Region Nouvelle-Aquitaine (vor 2016 Poitou-Charentes). Sie gehört zum Arrondissement Cognac und zum Kanton Charente-Champagne. Die Einwohner werden Biracais genannt.

## Lage
Birac liegt etwa 26 Kilometer südwestlich von Angoulême. Umgeben wird Birac von den Nachbargemeinden Châteauneuf-sur-Charente im Norden und Nordosten, Roullet-Saint-Estèphe im Nordosten und Osten, Val des Vignes im Südosten und Süden sowie Bellevigne im Südwesten und Westen.

## Bevölkerungsentwicklung
| Jahr                       | 1962 | 1968 | 1975 | 1982 | 1990 | 1999 | 2006 | 2019 |
| Einwohner                  | 256  | 246  | 237  | 221  | 234  | 214  | 248  | 366  |
| Quellen: Cassini und INSEE |      |      |      |      |      |      |      |      |

## Sehenswürdigkeiten
- Kirche Notre-Dame aus dem 13. Jahrhundert

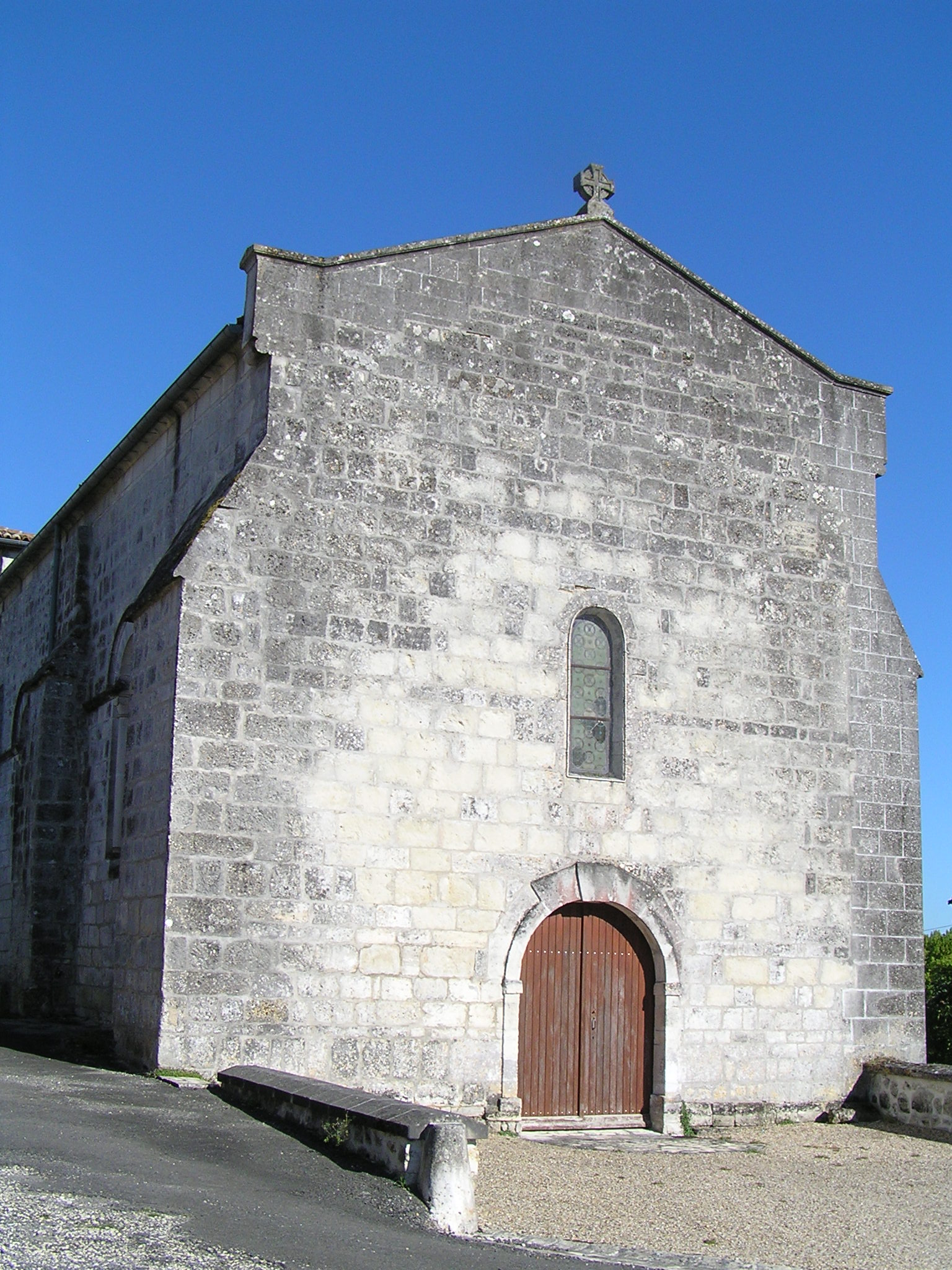
Kirche Notre-Dame